# Liste des lieutenants-gouverneurs de la Saskatchewan
Ceci est une liste des lieutenants-gouverneurs de la province canadienne de la Saskatchewan depuis sa création en 1905. Le lieutenant-gouverneur représente la Couronne dans la province et doit donner la sanction royale à tous les projets de loi ; en théorie, c'est lui qui nomme le Premier ministre et son gouvernement. En réalité, toutefois, cette fonction est largement symbolique. Par tradition, comme dans les autres provinces du Canada, le lieutenant-gouverneur ne va pas à l'encontre de la volonté du premier ministre et de son gouvernement élu.

## Lieutenants-gouverneurs de la Saskatchewan

### Depuis 1905
- 1905 - 1910 Amédée Emmanuel Forget
- 1910-1915	: George William Brown
- 1915-1921	: Richard Stuart Lake
- 1921-1931	:  Henri William Newlands
- 1931-1936	: Hugh Edwin Munroe
- 1936-1945	: Archibald Peter McNab
- 1945		: Thomas Miller
- 1945-1948	: Reginald John Marsden Parker
- 1948-1951	: John Michael Uhrich
- 1951-1958	: William John Patterson
- 1958-1963	: Frank Lindsay Bastedo
- 1963-1970	: Robert L. Hanbidge
- 1970-1976	: Stephen Worobetz
- 1976-1978	: George Porteous
- 1978-1984	: Irwin McIntosh
- 1984-1989	: Frederick W. Johnson
- 1989-1994	: Sylvia Fedoruk
- 1994-1999	: John N. Wiebe
- 1999-2006	: Lynda Haverstock
- 2006-2012 : Gordon Barnhart
- 2012-2018 : Vaughn Schofield
- 2018-2019 : Thomas Molloy
- 2019-2025 : Russell Mirasty
- depuis 2025 : Bernadette McIntyre